# Karin Czeczka
Karin Czeczka (Luino, 28 maggio 1991) è una calciatrice italiana, di ruolo centrocampista.

## Carriera
Di origini polacche e residente a Cittiglio, Karin Czeczka ha studiato all'Istituto Lorenzo Cobianchi di Intra, Verbania. Ha vestito per cinque stagioni la maglia delle Azalee giocando in Serie B, secondo livello del campionato italiano femminile di calcio, marcando 82 presenze e realizzando 3 reti.
Nell'estate 2018 si trasferisce all'Orobica con la compagna di squadra Giulia Segalini, entrambe alla prima loro esperienza in Serie A, per giocare con la società di Bergamo la stagione entrante., con il tecnico Marianna Marini che la impiega fin dalla 1ª giornata di campionato. Sempre durante la stagione d'esordio, l'8 dicembre 2018 Czeczka va a segno nell'unico incontro di Coppa Italia disputato dalla sua squadra, aprendo le marcature agli ottavi di finale nell'incontro poi perso con le avversarie della Roma.